# Ti-Mine, Bernie pis la gang...
Pour plus de détails, voir Fiche technique et Distribution.
 Ti-Mine, Bernie pis la gang… est un film de Marcel Carrière produit en 1976. 

## Synopsis
La comédie raconte des moments drôles de la vie sociale d’un groupe familial. Un homme marié réunit les membres de sa famille pour célébrer la sortie de congrégation de son frère. Tous deux, ils entament de réaliser un vieux rêve familial. Atmosphère amusante et juste tableau des mœurs de l’époque.

## Fiche technique
- Réalisation : Marcel Carrière
- Production : Marc Beaudet et  Robert Forget
- Scénario : Jean Morin
- Cinématographie : Jean-Pierre Lachapelle
- Montage : Werner Nold
- Musique : François Dompierre

## Distribution
- Marcel Sabourin : Ti-Mine
- Jean Lapointe : Bernie
- Rita Lafontaine : Linda
- Anne-Marie Ducharme : Mémère
- Serge A. Savard : Michel
- Ginette Morin : Marie
- Raymond Lévesque : Frère Hervé
- Denise Proulx : Madame Eva
- Louise St-Pierre : Claudette
- J. Léo Gagnon : L'oncle
- Annette Leclerc : La tante
- Jean-Pierre Saulnier
- Guy L'Écuyer : Le proprio de la salle de billard
- José Descombes
- Guy Bélanger
- Marc Briand
- Jacques Famery
- Tony Lanza
- Francesco Moscato
- Julien Poulin : Le gérant d'épicerie
- Jean-Guy Normandin
- Jean Savard
- Françoise Berd
- Jacques Piperni
- Germaine Lemyre
- Jean Labelle
- Paul Daigneault
- Guy Vauthier
- Lucie Vadnais
- Josée Chartrand
- Anouk Simard